# Kleine Ilias

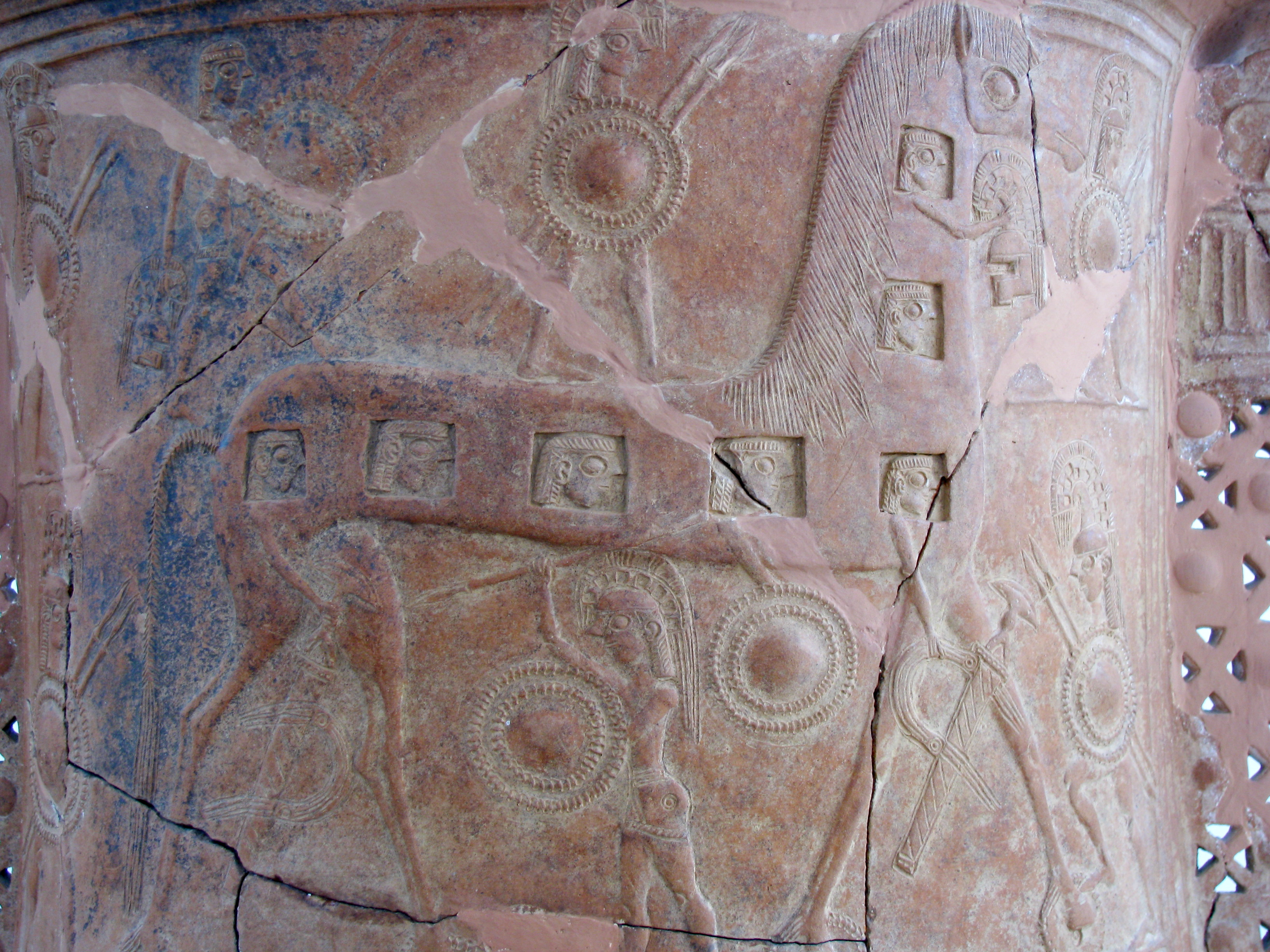
Vase aus Mykonos um 670 v. Chr. (Mykonos, Archäologisches Museum)

Die Kleine Ilias ( Ἰλιὰς μικρά Iliàs mikrá) ist ein nicht erhaltenes Epos, das als Teil des Epischen Zyklus zum trojanischen Sagenkreis gehörte. Es wird bisweilen dem Dichter Lesches zugeschrieben, bestand aus vier Büchern, von denen lediglich Kurzinhaltsangaben in der Chrestomathie des Proklos und der Bibliotheke des Apollodor, einige Testimonien und Fragmente überliefert sind.

## Verfasser und Titel
Meistens wird als der Verfasser der Kleinen Ilias ein Lesches (Λέσχης, ausgesprochen: Les-ches) genannt, Pausanias hingegen nennt ihn Lescheos (Λέσχεως). Er soll von der Insel Lesbos stammen, entweder aus Mitylene oder Pyrrha. Doch sind diese Zuweisungen an den Dichter Lesches erst ab dem späten 3. Jahrhundert v. Chr. nachweisbar. Zuvor wurden Homer oder Kinaithon als Verfasser angesehen. Das Epos verarbeitet zwar älteren Stoff, entstand aber wohl erst im 6. Jahrhundert v. Chr. Im Epischen Zyklus folgte es auf die Aithiopis und wurde fortgesetzt mit der Iliu persis, die beide Arktinos von Milet zugeschrieben wurden. Aristoteles und Pausanias legen nahe, dass die Kleine Ilias und die Iliu persis in der Antike gelegentlich als ein Werk angesehen wurden.

## Inhalt
Die Bibliotheke des Apollodor (1./2. Jahrhundert n. Chr.) gibt den Inhalt in Epitome 5 an. Der davon unabhängige Text des Proklos aus dem 2. Jahrhundert enthält Kürzungen und Varianten. Beide Fassungen werden auf einer gemeinsamen Vorlage beruhen, die unterschiedlich ausgewertet wurde. Proklos gibt den Inhalt in der Chrestomathie wie folgt wieder (Ergänzungen nach der Bibliotheke des Apollodor in <>; Erläuterungen in eckigen Klammern):

„Danach [nach der Aithopis] folgen die vier Bücher der Kleinen Ilias von Lesches aus Mytilene, sie enthalten dies. Der Waffenstreit [um die Rüstung des gefallenen Achill] fand statt, und Odysseus erhält sie mithilfe der Athene. Aias gerät in Raserei, schlachtet das Vieh der Achäer [=Griechen] ab und bringt sich um. <Agamemnon verhindert, dass sein Leichnam feierlich verbrannt wird; er ist der einzige, der bei Ilion [=Troja] starb und in einem Sarg bestattet wurde. Sein Grab liegt bei Rhoiteion [nahe Troja].> Danach lauert Odysseus Helenos, Sohn des Priamos auf und nimmt ihn gefangen. Gemäß der Weissagung über die Einnahme der Stadt [Troja] holt <Odysseus mit> Diomedes Philoktetes aus Lemnos zurück. Dieser, von Machaon geheilt, kämpft allein gegen Paris [im Text Alexandros genannt] und tötet ihn. Seine Leiche wird von Menelaos geschändet, die Trojaner erlangen sie zurück und bestatten sie. Danach heiratet Deiphobos, Sohn des Priamos, Helena. Und Odysseus <begleitet von Phönix> holt Neoptolemos von der Insel Skyros und übergibt ihm die Rüstung [von dessen Vaters Achill], und diesem erscheint Achill. Eurypylos, der Sohn des Telephos, kommt <mit einer großen Streitmacht von Mysiern> den Trojanern zur Hilfe, Neoptolemos tötet ihn, den bester ihrer Kämpfer. Die Trojaner werden in der Stadt eingeschlossen. Auf Geheiß von Athene baut Epeios <mit Holz aus dem Ida-Gebirge> ein hölzernes Pferd. Odysseus <verkleidet sich als Bettler und> geht nach Troja, um es auszukundschaften. Er wird von Helena erkannt und kommt mit ihr überein, die Stadt einzunehmen. Indem er einige Trojaner tötet, kehrt er zu den Schiffen zurück. Dann holt er mit Diomedes das Palladion [das heilige Standbild der Athene] aus Troja. Danach begeben sich die besten Krieger in das Pferd. Die restlichen Griechen verbennen ihre Hütten und ziehen sich nach Tenedos zurück. <Sinon ließen sie zurück, damit er ihnen bei Nacht ein Signal mit einer Fackel gebe.> Die Trojaner glauben, dass ihr Unglück vorüber sei, reißen ihre Mauern teilweise ein, bringen das Pferd in die Stadt und feiern in dem Glauben, die Griechen besiegt zu haben.“

Aristoteles merkt kritisch an, dass das Werk zu viele episodische Ereignisse enthalte, die zur Gestaltung von mehr als acht Tragödien verwendet worden seien, während ein gutes Epos Stoff für höchstens zwei bieten solle. Er nennt: „Das Waffengericht, Philoktetes, Neoptolemos, Eurypylos, Die Bettlerschichte, Die Lakonerinnen, Die Plünderung von Ilion und Die Rückfahrt der Griechen und Sinon und Die Troerinnen“ (zu den beiden verlinkten Titeln haben sich Dramen von Sophokles bzw. Euripides erhalten).

## Fragmente
Die neueste Ausgabe von Martin L. West zählt sechs Erwähnungen des Werks bzw. Autors, die beiden Inhaltsangaben sowie 32 Fragmente mit ca. 15 wörtlichen Zitaten.
Das Proömium – typischer Anfang eines frühgriechischen Epos – der Kleinen Ilias lautet:

«Ἴλιον ἀείδω καὶ Δαρδανίην ἐύπωλον
ἧς πέρι πολλὰ πάθον
Δαναοὶ θεράποντες Ἄρηος.»

„Ilion aeidō kai Dardaniēn eupōlon
hēs peri polla pathon Danaoi therapontes Arēos.“

„Ich besinge Ilion und das pferdereiche Dardanien,
um das vieles litten die Danaer, Kriegsgefährten des Ares.“

Der Anfang ist ein typisch hymnischer. Auffällig ist aber, dass hier kein Gott angerufen wird.